# Suncheon (Korea Południowa)
Suncheon (kor. 순천시, Suncheon-si) -  municypalna jednostka administracyjna w Korei Południowej, w prowincji Jeolla Południowa.
Około 250,000 ludności zamieszkuje w bezpośredniej bliskości Zatoki Suncheon.  Miasto położone jest w południowo-wschodniej części prowincji Jeolla Południowa, około godziny jazdy od Gwangju. 40 minut jazdy na południe od Suncheon leży portowe miasto Yeosu, i około 50 minut jazdy na zachód leży Gwangyang.
14 października 2007 przyjęto w referendum o połączeniu trzech miast: Yeosu, Suncheon i Gwangyang w jeden organizm metropolitalny.

## Atrakcje turystyczne
- Japoński Zamek Suncheon (왜성 waeseong - 倭城), zamek zbudowany w czasie japońskiej inwazji na Koreę w latach 1592-1597;
- Suncheon Geomdan (순천검단산성 Suncheon Geomdansanseong - 順天檢丹山城), Baekje zamek na skale;
- Naganeupseong (낙안읍성 민속마을), skansen;
- Seonamsa (선암사 - 仙岩寺) świątynia buddyjska;
- Songgwangsa (송광사 - 松廣寺) świątynia buddyjska;
- Boseong plantacje herbaciane.
- Gochang, Hwasun and Ganghwa (고창 / 화순 / 강화 고인돌공원), zespół dolmenów uznany za część światowego dziedzictwa ludzkości przez UNESCO w 2000;
- Jukdobong (죽도봉 공원 - 竹島峰公園) arboretum górskie;
- Zatoka Suncheon  (순천만 - 順天灣), popularne miejsce rekreacji.

## Miasta partnerskie
- Stany Zjednoczone: Columbia
- Korea Południowa: Chinju
- Chińska Republika Ludowa: Ningbo, Dandong
- Francja: Nantes

## Galeria

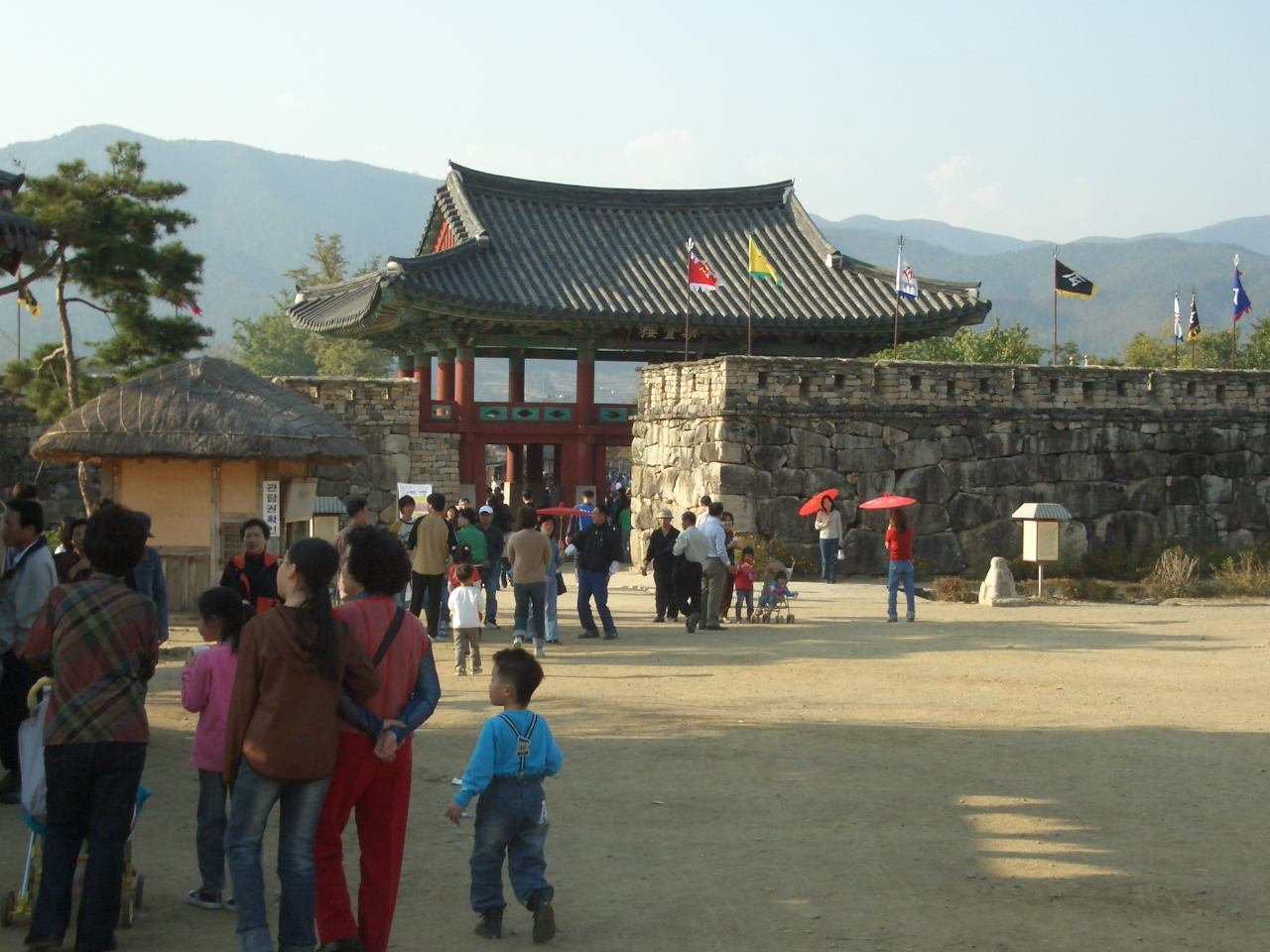
Naganepseong
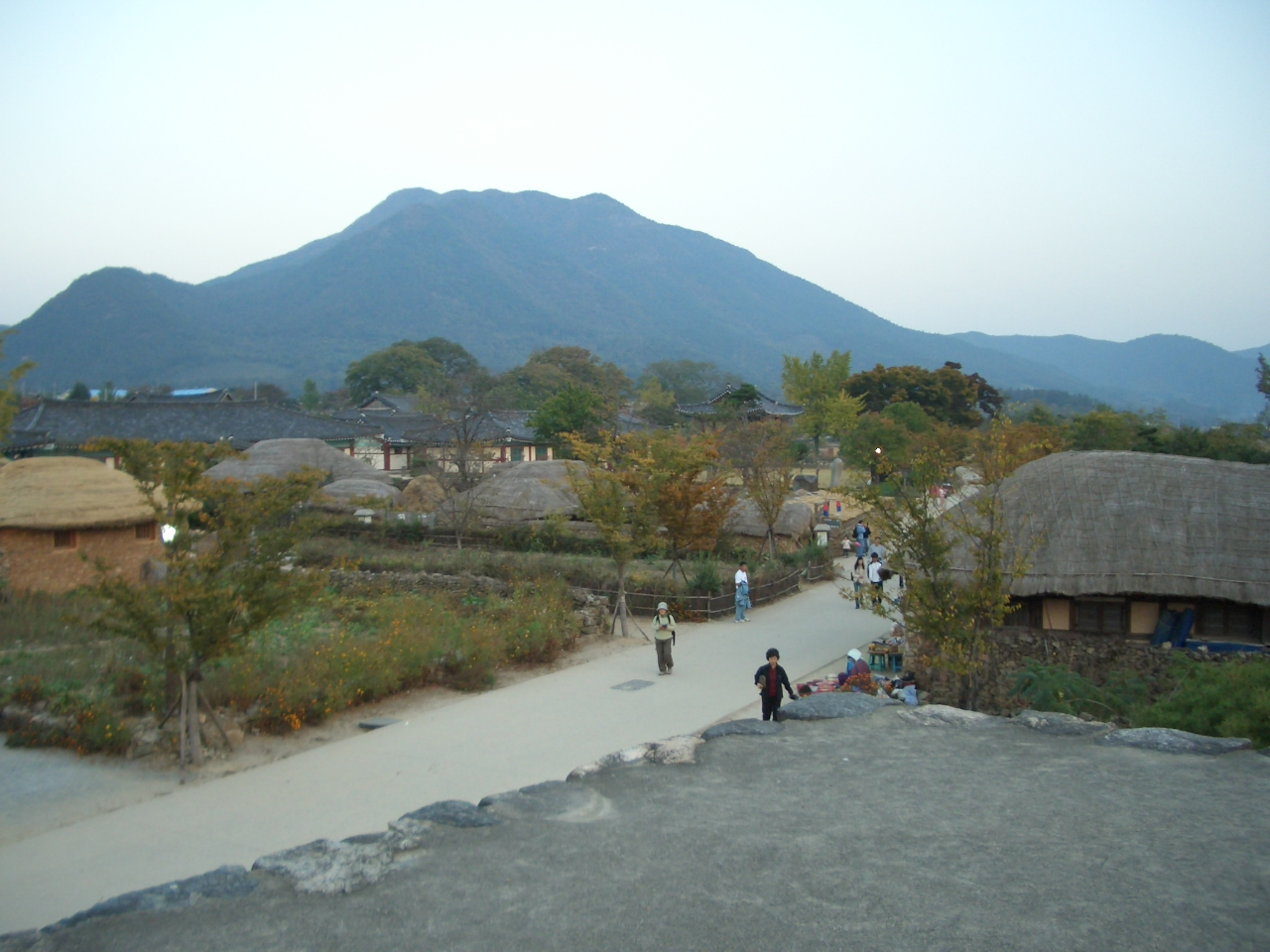
Naganepseong
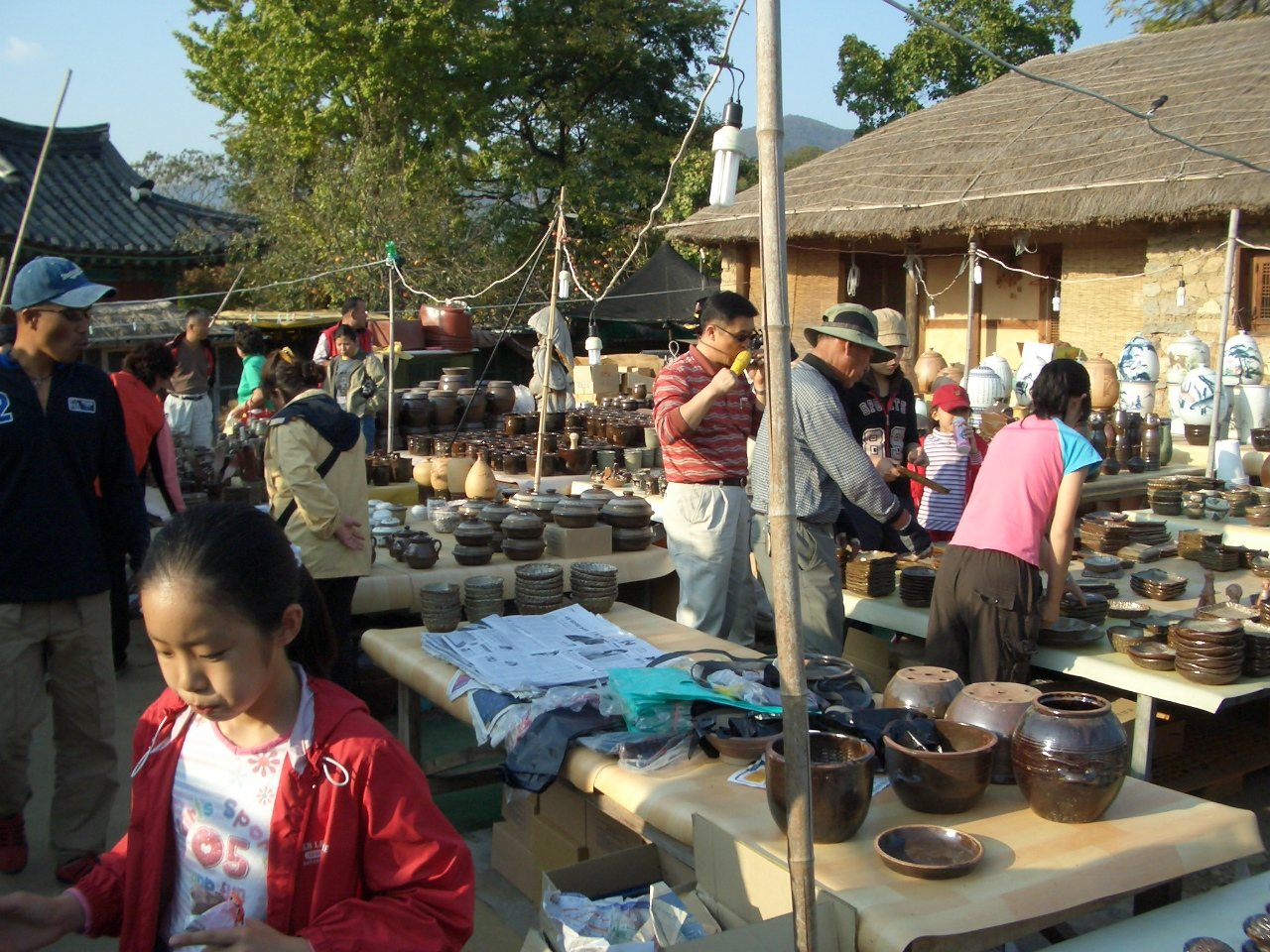
Naganepseong
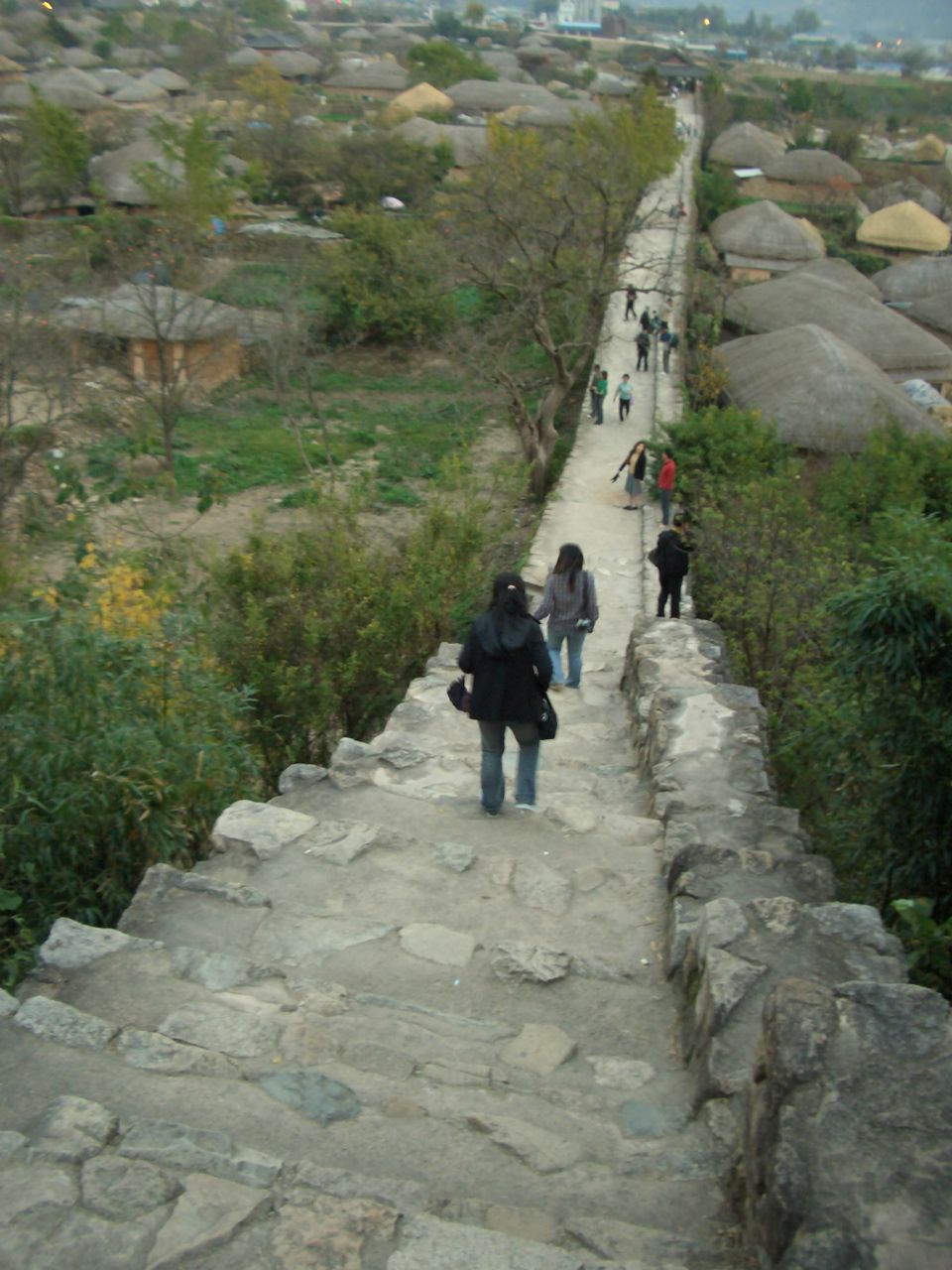
Naganepseong
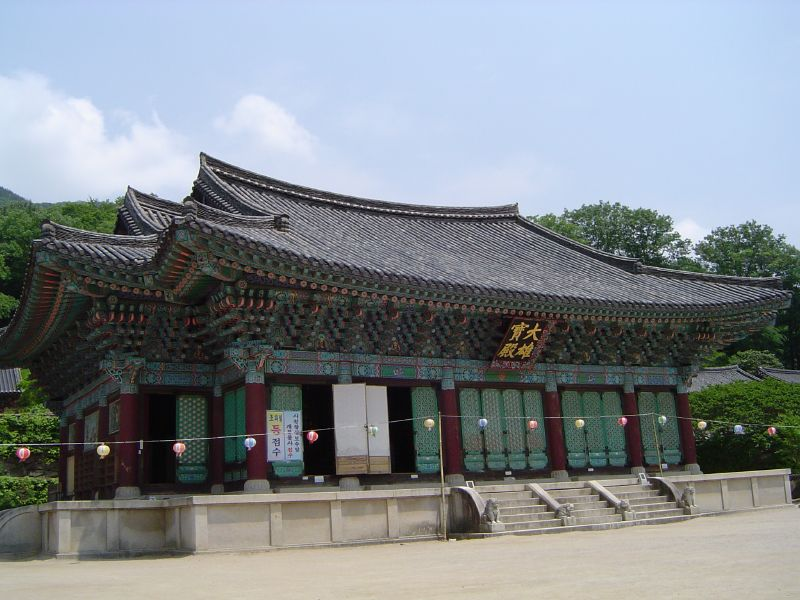
Songgwangsa
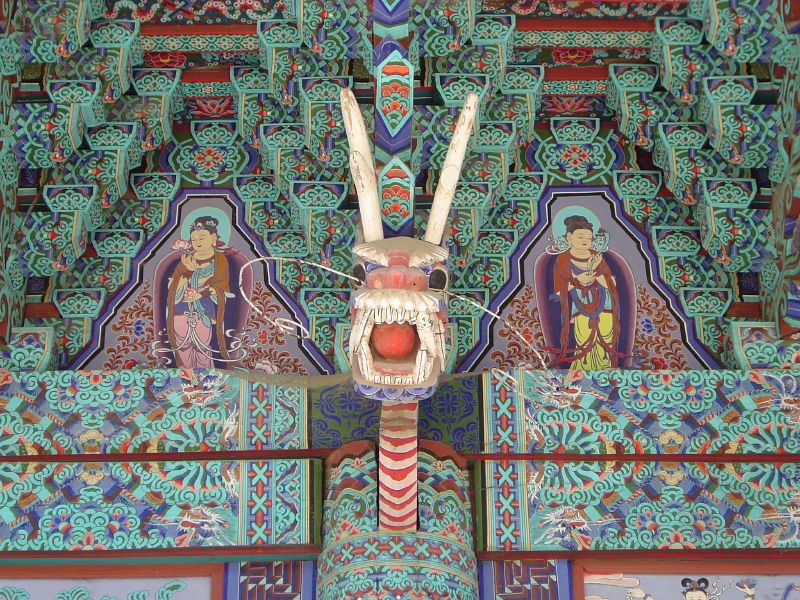
Songgwangsa
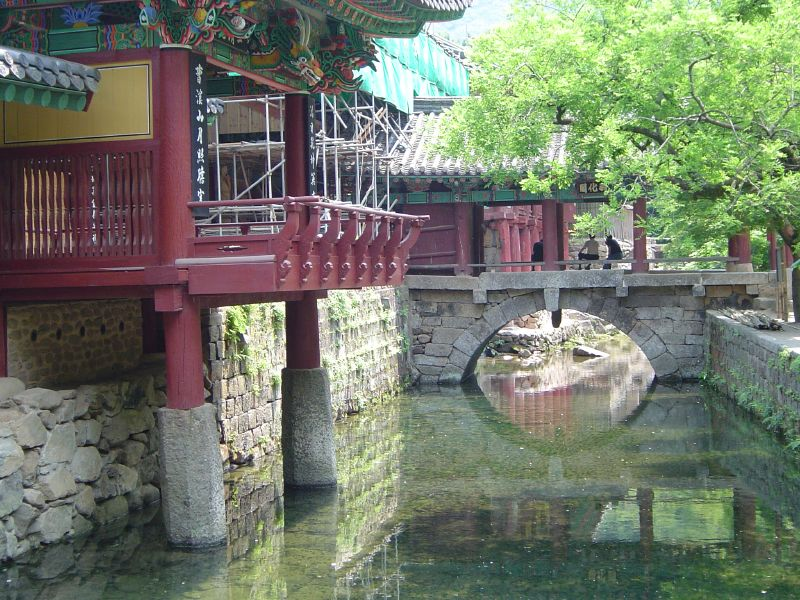
Songgwangsa
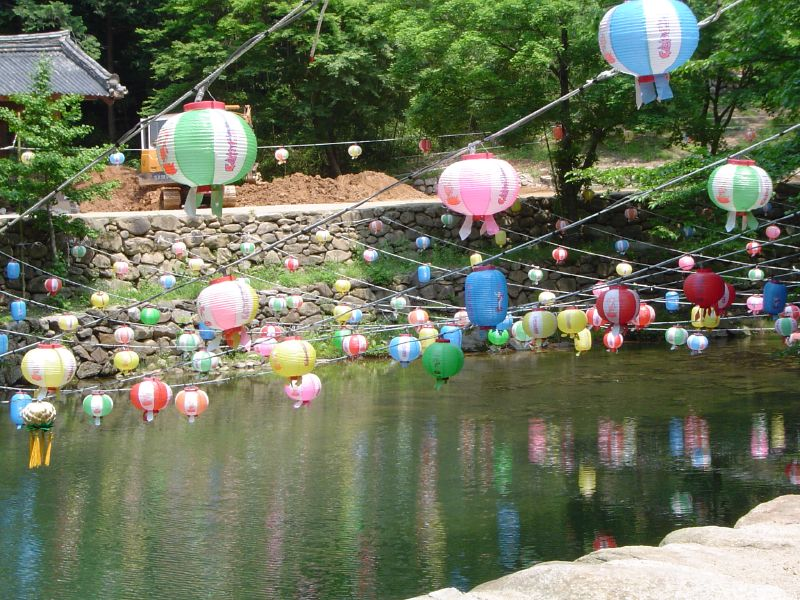
Songgwangsa